# Julius Schnorr von Carolsfeld
Pour les articles homonymes, voir Schnorr von Carolsfeld.
Julius Veit Hans Schnorr von Carolsfeld (Leipzig, 26 mars 1794 – Munich, 24 mai 1872) est un peintre et graveur allemand, représentatif du mouvement nazaréen.
Il est l'auteur de nombreuses œuvres d'inspiration biblique. À 17 ans, il entre à l'Académie des beaux-arts de Vienne, puis travaille à Rome et ensuite à Munich pour le roi Louis Ier de Bavière. Il reçoit également des commandes du Royaume-Uni, en particulier pour la cathédrale Saint-Paul de Londres.

## Biographie

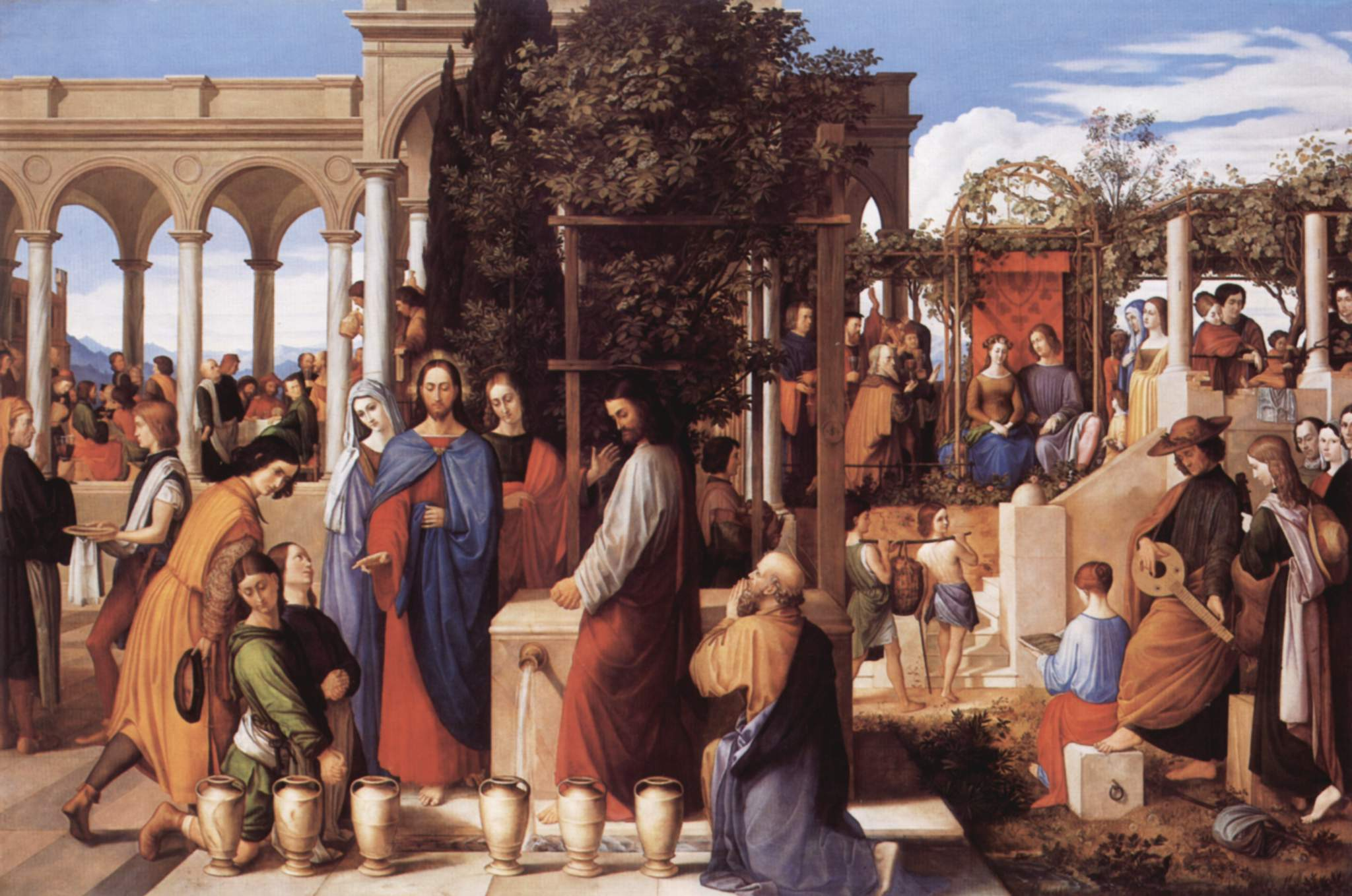
Les Noces de Cana, 1819.

Fils cadet et élève du peintre Veit Hanns Schnorr von Carolsfeld (1764-1841), frère cadet des peintres Ludwig Ferdinand (1788-1853) et Eduard Schnorr von Carolsfeld (1790-1819), Julius Schnorr von Carolsfeld fait partie d'une famille d'artistes.
Il est élève à la Thomasschule de Leipzig, puis à l'Académie des beaux-arts de Vienne, à partir de 1811. Il fait partie du cercle d'amis de Ferdinand Johann von Olivier et du mouvement nazaréen. Il entre en mars 1817 dans l'union de Saint-Luc (Lukasbund) formée par les peintres nazaréens et en été 1817 voyage avec Olivier et son frère Ferdinand Ludwig dans la région de Salzbourg, où il peint des paysages, et poursuit son voyage à l'automne en Italie avec le poète Wilhelm Müller. Il visite Venise et Florence et atteint Rome en janvier. C'est à Rome qu'il fait la connaissance de Carl Gottlieb Peschel en 1826.
Il est nommé par le roi Louis Ier de Bavière professeur à l'Académie des beaux-arts de Munich en 1827. Il reçoit en 1842 l'Ordre civil pour le Mérite pour les sciences et les arts. Il est nommé professeur à l'École supérieure des beaux-arts de Dresde en 1846 et dirige la Gemäldegalerie Alte Meister de cette même ville.
Son fils, Ludwig, est le premier ténor à chanter le rôle de Tristan. il épouse en 1860 la cantatrice Malvina Garrigues qui créera la rôle d'Isolde. Il meurt prématurément en 1865. Il est enterré au vieux cimetière Sainte-Anne de Dresde.
Julius l'y rejoint sept ans plus tard.

## Sélection d'œuvres
- Les Parents de Jean visitant la famille du Christ, 1817, huile sur toile, 123 × 102 cm, Berlin, Alte Nationalgalerie[1]
- Annonciation, 1818, huile sur toile, 120 × 92, Alte Nationalgalerie, Berlin.
- Les Noces de Cana, 1820, huile sur toile, 138,5 × 208 cm, Hambourg, Kunsthalle.
- La Fuite en Égypte, 1828, huile sur bois, 120,5 × 114 cm, Düsseldorf, Museum Kunstpalast.
- Ruth dans le champ de Booz, 1828, huile sur bois, 59 × 70, Londres, National Gallery .

## Illustrations

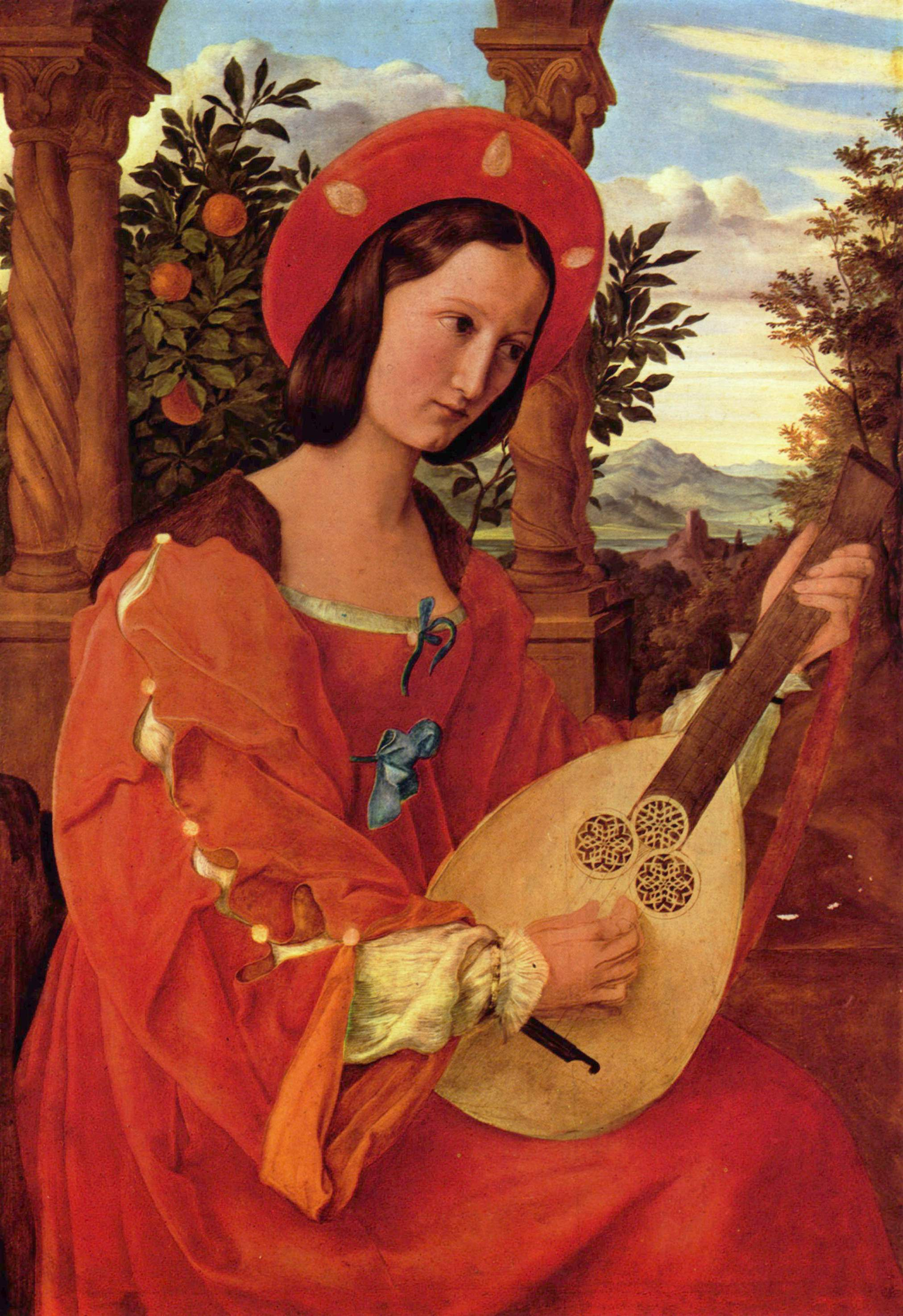
Portrait de femme avec un luth (Klara Bianka von Quandt), 1820.
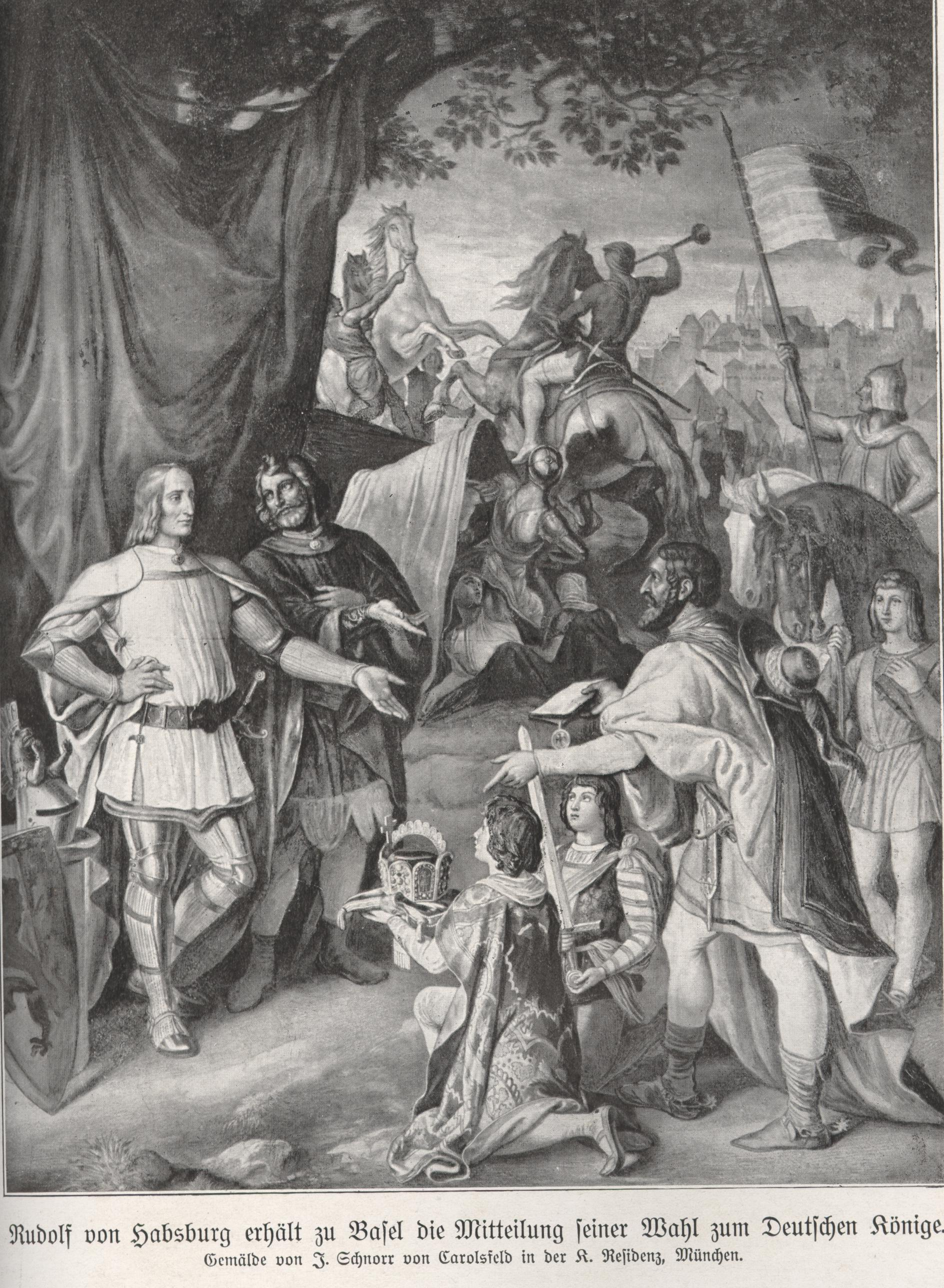
Rodolphe de Habsbourg (résidence de Munich).
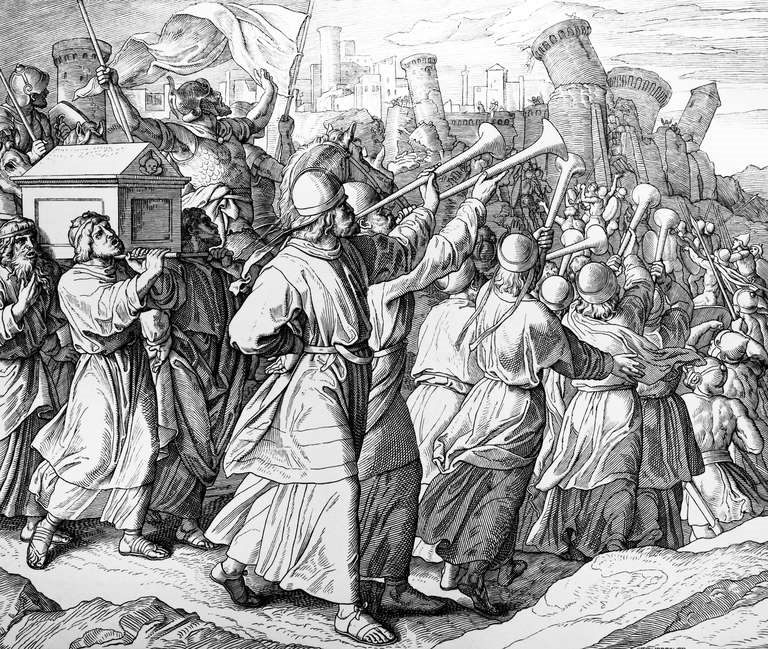
Gravure représentant la bataille de Jéricho.